# Junkers W 33
Lo Junkers W 33, in seguito indicato come Junkers Ju 33, fu un aereo di linea e da trasporto monomotore ad ala bassa e fusoliera interamente metallica, progettato dall'azienda aeronautica tedesca Junkers Flugzeugwerke e prodotto dal 1926. Oltre che dalla ditta tedesca, fu costruito su licenza anche in Svezia dalla AB Flygindustri.

## Storia del progetto
Tra le conseguenze della sconfitta dell'Impero tedesco nella prima guerra mondiale ci furono le pesanti ripercussioni su tutta l'industria aeronautica tedesca imposte dalle clausole del Trattato di Versailles. Per riuscire ad arginare le restrizioni imposte dalle clausole di resa, le aziende tedesche si videro costrette a realizzare i propri velivoli fuori dal territorio nazionale. Per questo motivo la Junkers scelse di collaborare con l'Unione Sovietica costruendo nel 1922 una fabbrica a Fili (in cirillico: Фили), una cittadina nei dintorni di Mosca per la produzione di aerei. Inoltre la svedese AB Flygindustri ottenne nel 1925 il permesso di poter produrre su licenza alcuni modelli progettati dalla ditta tedesca. A Dessau, sede della ditta tedesca, venivano realizzate alcune grandi parti dei modelli, alle volte modificate per uso militare, che poi venivano inviate alle due fabbriche estere per l'assemblaggio del velivolo completo.
Il progetto del prototipo, designato W 33, fu affidato al progettista Hermann Pohlmann; costruito nel 1926 come aereo passeggeri ricalcava le soluzioni tecniche introdotte da Hugo Junkers, ovvero la fusoliera interamente metallica costruita in duralluminio, una lega di alluminio, con il rivestimento in lamiera ondulata che contraddistinse tutta la produzione iniziale Junkers. Dotato del sei cilindri in linea Junkers L5, era un ulteriore sviluppo dell'F 13 in grado di trasportare un pesante carico.
Il volo inaugurale ebbe luogo in Germania il 7 giugno 1926 e il primo W 33 di serie uscì dalle linee di montaggio svedesi nel maggio del 1930. Due mesi più tardi ne fu consegnato uno alla giapponese Mitsubishi.
A fine produzione i progetti dello Junkers W 33 furono ceduti definitivamente alla AB Flygindustri che continuò a produrlo con la denominazione di Trp 2.

## Impiego operativo

### Primati

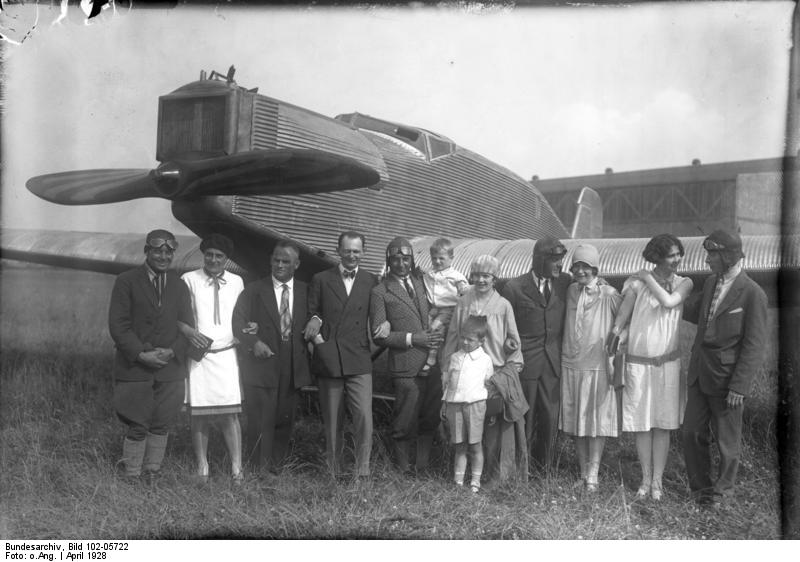
Junkers W 33 Bremen all'aeroporto di Dublino poco prima della partenza per il tentativo di trasvolata atlantica,in posa, di fronte all'aereo Hermann Köhl con la moglie insieme a Gunther von Hünfeld. Aprile 1928

Nel 1932 questo modello è stato utilizzato per tentare una trasvolata dell'oceano Pacifico, dal Giappone agli Stati Uniti d'America, ma il tentativo fallì e, anche se le ricerche si protrassero per più di sei mesi, non si riuscì mai a trovare traccia né dell'aereo né dell'equipaggio.
Vi fu un altro tentativo di stabilire un primato effettuato con un W 33, immatricolato D-1167 e soprannominato Bremen, questa volta andato a buon fine quando, nell'aprile 1928, Hermann Köhl insieme a James Fitzmaurice e Gunther von Hünfeld furono i primi a varcare l'oceano Atlantico dall'Europa con destinazione gli Stati Uniti d'America.

## Versioni
- W 33a
- W 33b
- W 33c
- W 33d
- W 33e
- W 33f
- W 34: modello dotato di un motore radiale in luogo dell'originale Junkers L5 in linea.
- K 43: versione militare, da bombardamento e ricognizione, dotata di aperture per le mitragliatrici sul tetto ed il pavimento della cabina.
- Trp 2: designazione assegnata ai velivoli prodotti su licenza in Svezia
- PS-4: designazione assegnata ai velivoli prodotti in Unione Sovietica

## Utilizzatori

### Civili
Brasile
- Syndicato Condor S/A

 Colombia
- SCADTA

 Impero d'Etiopia
un esemplare utilizzato dal barone H.H. von Engel nel servizio locale di posta aerea.
 Germania
- Deutsche LuftHansa

 Giappone
 Islanda
- 1 W 33d, "Súlan"

 Svezia

### Militari
Colombia
- Fuerza Aérea Colombiana

 Impero d'Etiopia
- Imperial Ethiopian Aviation

 Germania
- Luftwaffe

 Iran
- Nirou Havai Shahanshahiye Iran[3]